# Луї Огюст Бланкі

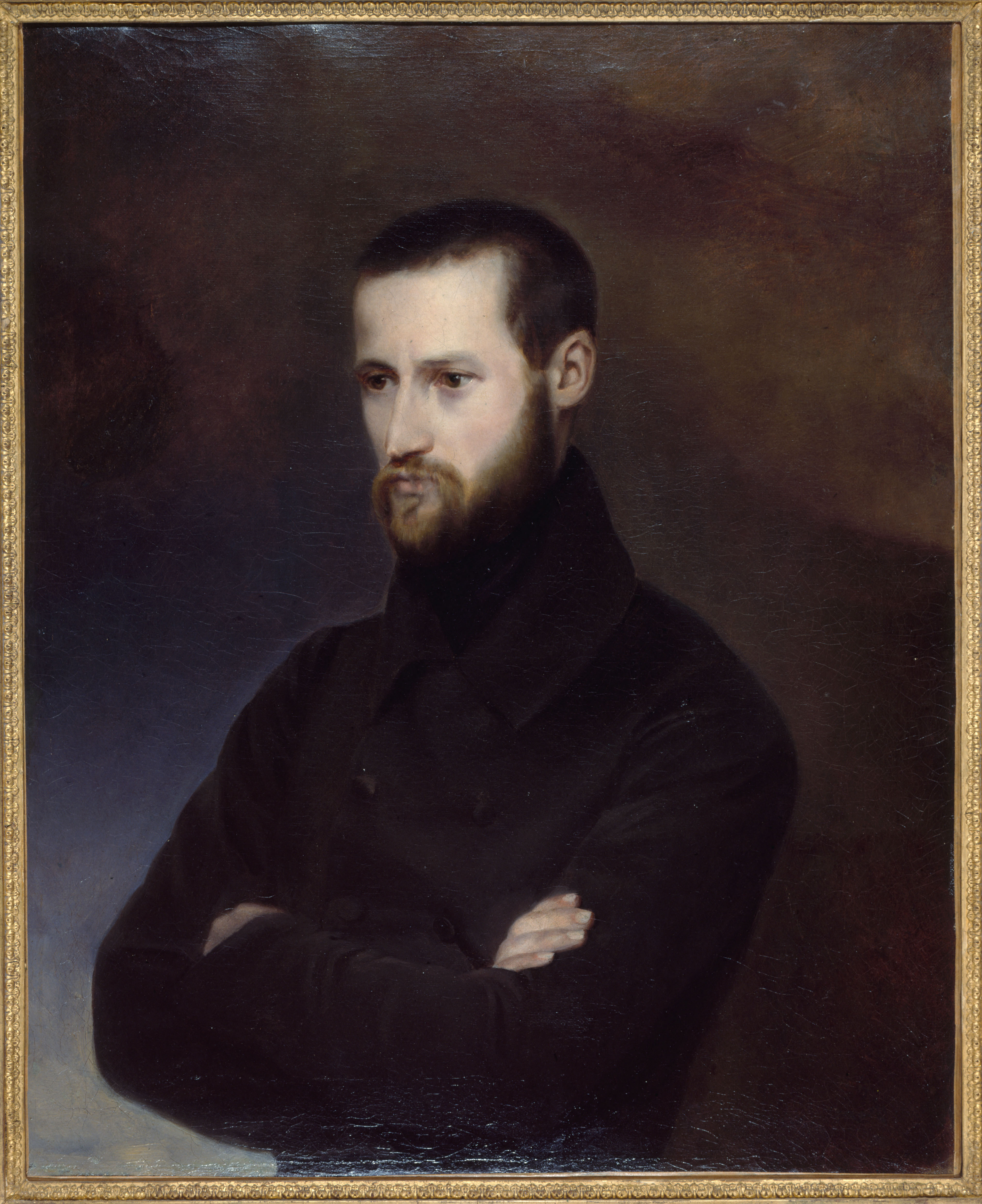
Луї Огюст Бланкі, малюнок

Луї Огю́ст Бланкі́  (фр. Louis Auguste Blanqui) (8 лютого 1805—1 січня 1881) — французький соціаліст-революціонер, політичний мислитель, стратег барикадних боїв у місті, активний революційний діяч у 1830, 1832 і 1848 роках. Брав участь у підготовці подій 1870–1871.

## Життєпис
Син депутата-жирондиста, який підтримав наполеонівський переворот і навіть отримав за це дрібну державну посаду, Бланкі з юності був противником монархії. Захопившись підпільною боротьбою, він спочатку приєднався до карбонаріїв, потім був учасником Липневої революції, а за кілька років після неї був засуджений до тюремного ув'язнення за спробу підняти повстання вже проти Луї Філіппа.
У в'язниці він познайомився з працями Сен-Симона та Шарля Фур'є і став соціалістом. Заведено вважати, що свої сформовані погляди він виклав у статті з назвою «Хто готує суп, той і повинен його їсти», оголосивши власників паразитами, які живляться працею пролетарів. Поділяючи мету соціалістів-реформаторів, Бланкі, натомість, вважав, що досягти її можна лише шляхом революції, але не політичної, а соціальної, яка силою знищить несправедливий лад. Щоб революція була успішною, переконував він, необхідна невелика, але дисциплінована революційна організація, яка в
слушний момент зможе захопити владу і здійснити перетворення в інтересах народу.
Бланкі — один з організаторів і керівників таємних товариств «Друзі народу», «Пори року» та ін. В 1839 і 1870 Бланкі робив спроби здійснити переворот у Франції, проте безуспішно.
За революційну діяльність Бланкі зазнавав жорстоких переслідувань і загалом просидів у в'язницях 37 років.
У 1871 заочно обрано почесним президентом Паризької Комуни.

## Праці
- L'Armée esclave et opprimée
- Critique sociale: Capital et travail
- Critique sociale: Fragments et notes
- Instructions pour une prise d'armes.
- Maintenant il faut des armes
- Ni dieu ni maitre
- Qui fait la soupe doit la manger
- Réponse
- Un dernier mot

### Переклади українською
- Хто готує суп, той і повинен його їсти.
- Рецензія на мемуар «Що таке власність?» П'єра Жозефа Прудона, 1841
- Щодо червоного прапора, 1848
- Працювати, страждати і помирати, 1850-52
- Про революцію, 1850